# Lijst van voetbalinterlands Marokko - Senegal
Deze lijst van voetbalinterlands is een overzicht van alle officiële voetbalwedstrijden tussen de nationale teams van Marokko en Senegal. De Afrikaanse landen hebben tot op heden 28 keer tegen elkaar gespeeld. De eerste wedstrijd, een kwalificatiewedstrijd voor het Wereldkampioenschap voetbal 1970, vond plaats op 3 november 1968 in Casablanca. Het laatste duel, een vriendschappelijke wedstrijd, werd gespeeld in Rabat op 9 oktober 2020.

## Wedstrijden
| №  | Plaats     | Datum             | Competitie                   | Wedstrijd         | Uitslag |
| -- | ---------- | ----------------- | ---------------------------- | ----------------- | ------- |
| 1  | Casablanca | 3 november 1968   | WK 1970 kwalificatie         | Marokko − Senegal | 1 − 0   |
| 2  | Dakar      | 5 januari 1969    | WK 1970 kwalificatie         | Senegal − Marokko | 2 − 1   |
| 3  | Las Palmas | 13 februari 1969  | WK 1970 kwalificatie         | Marokko − Senegal | 2 − 0   |
| 4  | Dakar      | 17 februari 1972  | Vriendschappelijk            | Senegal − Marokko | 1 − 3   |
| 5  | Rabat      | 19 november 1972  | WK 1974 kwalificatie         | Marokko − Senegal | 0 − 0   |
| 6  | Dakar      | 3 december 1972   | WK 1974 kwalificatie         | Senegal − Marokko | 1 − 2   |
| 7  | ?          | 17 februari 1973  | Vriendschappelijk            | Marokko − Senegal | 3 − 1   |
| 8  | Rabat      | 14 september 1975 | Afrika Cup 1976 kwalificatie | Marokko − Senegal | 4 − 0   |
| 9  | Dakar      | 28 september 1975 | Afrika Cup 1976 kwalificatie | Senegal − Marokko | 2 − 1   |
| 10 | Dakar      | 22 juni 1980      | WK 1982 kwalificatie         | Senegal − Marokko | 0 − 1   |
| 11 | Casablanca | 6 juli 1980       | WK 1982 kwalificatie         | Marokko − Senegal | 0 − 0   |
| 12 | Dakar      | 1 november 1981   | Vriendschappelijk            | Senegal − Marokko | 2 − 0   |
| 13 | Dakar      | 9 maart 1983      | Vriendschappelijk            | Senegal − Marokko | 1 − 0   |
| 14 | Casablanca | 12 december 1990  | Vriendschappelijk            | Marokko − Senegal | 0 − 0   |
| 15 | Casablanca | 18 april 1993     | WK 1994 kwalificatie         | Marokko − Senegal | 1 − 0   |
| 16 | Dakar      | 17 juli 1993      | WK 1994 kwalificatie         | Senegal − Marokko | 1 − 3   |
| 17 | Casablanca | 1 maart 1995      | Vriendschappelijk            | Marokko − Senegal | 2 − 0   |
| 18 | Dakar      | 23 februari 1997  | Afrika Cup 1998 kwalificatie | Senegal − Marokko | 0 − 0   |
| 19 | Rabat      | 27 juli 1997      | Afrika Cup 1998 kwalificatie | Marokko − Senegal | 3 − 0   |
| 20 | Tanger     | 2 september 1998  | Vriendschappelijk            | Marokko − Senegal | 2 − 0   |
| 21 | Agadir     | 21 december 1999  | Vriendschappelijk            | Marokko − Senegal | 0 − 0   |
| 22 | Rabat      | 24 februari 2001  | WK 2002 kwalificatie         | Marokko − Senegal | 0 − 0   |
| 23 | Dakar      | 14 juli 2001      | WK 2002 kwalificatie         | Senegal − Marokko | 1 − 0   |
| 24 | Parijs     | 12 februari 2003  | Vriendschappelijk            | Marokko − Senegal | 1 − 0   |
| 25 | Créteil    | 21 november 2007  | Vriendschappelijk            | Marokko − Senegal | 3 − 0   |
| 26 | Dakar      | 10 augustus 2011  | Vriendschappelijk            | Senegal − Marokko | 0 − 2   |
| 27 | Marrakesh  | 25 mei 2012       | Vriendschappelijk            | Marokko − Senegal | 0 − 1   |
| 28 | Rabat      | 9 oktober 2020    | Vriendschappelijk            | Marokko − Senegal | 3 − 1   |

## Samenvatting
| Competitie              | Totaal gespeeld | Winst Marokko | Gelijk | Winst Senegal | Doelsaldo Marokko – Senegal |
| ----------------------- | --------------- | ------------- | ------ | ------------- | --------------------------- |
| WK-kwalificatie         | 11              | 6             | 3      | 2             | 11 − 5                      |
| Afrika Cup-kwalificatie | 4               | 2             | 1      | 1             | 8 − 2                       |
| Vriendschappelijk       | 13              | 8             | 2      | 3             | 19 − 7                      |
| Totaal                  | 28              | 16            | 6      | 6             | 38 − 14                     |

FRMF · A-internationals · Bondscoaches · Marokkaans vrouwenelftal · Olympisch elftal · Lokaal · Marokko U23 · Marokko U21 · Marokko U20 · Marokko U19 · Marokko U18 · Marokko U17
1950 – 1959 ·
1960 – 1969 ·
1970 – 1979 ·
1980 – 1989 ·
1990 – 1999 ·
2000 – 2009 ·
2010 – 2019 ·
2020 − 2029
WK 1970 ·
WK 1986 ·
WK 1994 ·
WK 1998 ·
WK 2018 ·
WK 2022
OS 1964 ·
OS 1972 ·
OS 1984 ·
OS 1992 ·
OS 2000 ·
OS 2004 ·
OS 2012
1944 · 
1957 · 
1958 · 
1959 · 
1960 · 
1961 · 
1962 · 
1963 · 
1964 · 
1965 · 
1966 · 
1967 · 
1968 · 
1969 · 
1970 · 
1971 · 
1972 · 
1973 · 
1974 · 
1975 · 
1976 · 
1977 · 
1978 · 
1979 · 
1980 · 
1981 · 
1982 · 
1983 · 
1984 · 
1985 · 
1986 · 
1987 · 
1988 · 
1989 · 
1990 · 
1991 · 
1992 · 
1993 · 
1994 · 
1995 · 
1996 · 
1997 · 
1998 · 
1999 · 
2000 · 
2001 · 
2002 · 
2003 · 
2004 · 
2005 · 
2006 · 
2007 · 
2008 · 
2009 · 
2010 · 
2011 · 
2012 · 
2013 · 
2014 ·
2015 ·
2016 ·
2017 ·
2018 ·
2019 ·
2020 ·
2021 ·
2022 ·
2023 ·
2024
Albanië ·
Algerije ·
Angola ·
Argentinië ·
Armenië ·
Australië ·
Bahrein ·
België ·
Benin ·
Botswana ·
Brazilië ·
Bulgarije ·
Burkina Faso ·
Burundi ·
Canada ·
Centraal-Afrikaanse Republiek ·
Chili ·
China ·
Colombia ·
Comoren ·
Congo-Brazzaville ·
Congo-Kinshasa ·
Costa Rica ·
DDR ·
Denemarken ·
Duitsland ·
Egypte ·
Engeland ·
Equatoriaal-Guinea ·
Estland ·
Ethiopië ·
Finland ·
Frankrijk ·
Gabon ·
Gambia ·
Georgië ·
Ghana ·
Griekenland ·
Guinee ·
Guinee-Bissau ·
Hongkong ·
Ierland ·
India ·
Indonesië ·
Irak ·
Iran ·
Italië ·
Ivoorkust ·
Jamaica ·
Jemen ·
Joegoslavië ·
Jordanië ·
Kaapverdië ·
Kameroen ·
Kenia ·
Koeweit ·
Kroatië ·
Lesotho ·
Libanon ·
Liberia ·
Libië ·
Luxemburg ·
Malawi ·
Maleisië ·
Mali ·
Mauritanië ·
Mexico ·
Mozambique ·
Myanmar ·
Namibië ·
Nederland ·
Nieuw-Zeeland ·
Niger ·
Nigeria ·
Noord-Ierland ·
Noorwegen ·
Oeganda ·
Oekraïne ·
Oezbekistan ·
Oman ·
Palestina ·
Paraguay ·
Peru ·
Polen ·
Portugal ·
Qatar ·
Roemenië ·
Rusland ·
Rwanda ·
Saoedi-Arabië ·
Sao Tomé en Principe ·
Schotland ·
Senegal ·
Servië ·
Sierra Leone ·
Slowakije ·
Soedan ·
Somalië ·
Sovjet-Unie ·
Spanje ·
Syrië ·
Tanzania ·
Thailand ·
Togo ·
Trinidad en Tobago ·
Tsjechië ·
Tunesië ·
Uruguay ·
Verenigde Arabische Emiraten ·
Verenigde Staten ·
Zambia ·
Zimbabwe ·
Zuid-Afrika ·
Zuid-Jemen ·
Zuid-Korea ·
Zwitserland
België (2022) · 
Frankrijk (2022) ·
Iran (2018) · 
Kroatië (2022, 1) ·
Kroatië (2022, 2) ·
Portugal (2018) · 
Portugal (2022) ·
Spanje (2018) ·
Spanje (2022)
FSF · 
A-internationals · 
Bondscoaches · Selecties · Senegalees vrouwenelftal · 
Olympisch elftal
1960 – 1969 · 
1970 – 1979 · 
1980 – 1989 · 
1990 – 1999 · 
2000 – 2009 · 
2010 – 2019 · 
2020 – 2029
WK 2002 · 
WK 2018 ·
WK 2022
OS 2012
1959 · 
1960 · 
1961 · 
1962 · 
1963 · 
1964 · 
1965 · 
1966 · 
1967 · 
1968 · 
1969 · 
1970 · 
1971 · 
1972 · 
1973 · 
1974 · 
1975 · 
1976 · 
1977 · 
1978 · 
1979 · 
1980 · 
1981 · 
1982 · 
1983 · 
1984 · 
1985 · 
1986 · 
1987 · 
1988 · 
1989 · 
1990 · 
1991 · 
1992 · 
1993 · 
1994 · 
1995 · 
1996 · 
1997 · 
1998 · 
1999 · 
2000 · 
2001 · 
2002 · 
2003 · 
2004 · 
2005 · 
2006 · 
2007 · 
2008 · 
2009 · 
2010 · 
2011 · 
2012 · 
2013 · 
2014 ·
2015 ·
2016 ·
2017 ·
2018 ·
2019 ·
2020 ·
2021 ·
2022 ·
2023
Algerije ·
Angola ·
Benin ·
Bolivia ·
Bosnië en Herzegovina ·
Botswana ·
Brazilië ·
Burkina Faso ·
Burundi ·
Centraal-Afrikaanse Republiek ·
Chili ·
China ·
Colombia · 
Congo-Brazzaville ·
Congo-Kinshasa ·
Denemarken ·
Ecuador ·
Egypte ·
Engeland ·
Equatoriaal-Guinea ·
Eritrea ·
Ethiopië ·
Frankrijk ·
Gabon ·
Gambia ·
Ghana ·
Griekenland ·
Guinee ·
Guinee-Bissau ·
Indonesië ·
Iran ·
Ivoorkust ·
Japan ·
Kaapverdië ·
Kameroen ·
Kenia ·
Kosovo ·
Kroatië · 
Lesotho ·
Liberia ·
Libië ·
Luxemburg ·
Madagaskar ·
Malawi ·
Maleisië ·
Mali ·
Marokko ·
Mauritanië ·
Mauritius ·
Mexico ·
Mozambique ·
Namibië ·
Nederland ·
Niger ·
Nigeria ·
Noorwegen ·
Oeganda ·
Oezbekistan ·
Oman ·
Polen ·
Qatar ·
Rwanda ·
Saoedi-Arabië ·
Sierra Leone ·
Soedan ·
Swaziland ·
Tanzania ·
Togo ·
Tunesië ·
Turkije ·
Uruguay ·
Verenigde Arabische Emiraten ·
Zambia ·
Zimbabwe ·
Zuid-Afrika ·
Zuid-Korea ·
Zuid-Soedan ·
Zweden
Algerije (2019, 2) ·
Colombia (2018) ·
Denemarken (2002) ·
Engeland (2022) ·
Frankrijk (2002) ·
Japan (2018) ·
Nederland (2022) ·
Polen (2018) ·
Uruguay (2002)